# Magdalena Kołodziejczak
Magdalena Małgorzata Kołodziejczak z domu Szulc (ur. 19 czerwca 1958 w Dąbrówce) – polska polityk, prawniczka i samorządowiec, wójt gminy Pruszcz Gdański (2002–2023), posłanka na Sejm X kadencji.

## Życiorys
Z wykształcenia prawniczka, absolwentka Wydziału Prawa i Administracji Uniwersytetu Gdańskiego. Przez dziewięć lat pełniła funkcję prezesa Spółdzielni Mieszkaniowej „Rotmanka”. W 1998 wybrana w skład rady gminy wiejskiej Pruszcz Gdański, w której pełniła funkcję przewodniczącej komisji rewizyjnej.
W wyborach samorządowych w 2002 wystartowała z ramienia Komitetu Wyborczego Wyborców „Wspólna Gmina” jako jedna z czterech kandydatów na stanowisko wójta gminy Pruszcz Gdański. W pierwszej turze uzyskała 2453 głosów (45,95%), natomiast w drugiej turze wygrała z ówczesnym wójtem Danielem Matyją, zdobywając 2475 głosów (51,17%). Czterokrotnie uzyskiwała reelekcję na to stanowisko w pierwszej turze kolejnych wyborów: w 2006 (3943 głosy, 67,10%), 2010 (4108 głosów, 60,38%), 2014 (5033 głosy, 68,77%) oraz w 2018 (6999 głosów, 59,27%). W czasie jej urzędowania gmina ponad dwukrotnie zwiększyła liczbę mieszkańców.
Wstąpiła do Platformy Obywatelskiej oraz do ruchu samorządowego Tak! Dla Polski, zasiadła w jego radzie politycznej. W wyborach parlamentarnych w 2023 została wybrana do Sejmu z okręgu gdańskiego, startując z listy Koalicji Obywatelskiej i zdobywając 12 733 głosy. Zasiadła w Komisji Infrastruktury oraz Komisji Łączności z Polakami za Granicą.

## Wyniki w wyborach ogólnopolskich i na urząd wójta
| Wybory | Komitet wyborczy | Komitet wyborczy                  | Organ                      | Okręg | Wynik          |
| ------ | ---------------- | --------------------------------- | -------------------------- | ----- | -------------- |
| 2002   |                  | KWW Wspólna Gmina                 | Wójt gminy Pruszcz Gdański | –     | 2453 (45,95%)  |
| 2002   | 2475 (51,17%)    | KWW Wspólna Gmina                 | Wójt gminy Pruszcz Gdański | –     |                |
| 2006   | 3943 (67,10%)    | KWW Wspólna Gmina                 | Wójt gminy Pruszcz Gdański | –     |                |
| 2010   |                  | KWW Wspólna Gmina Pruszcz Gdański | Wójt gminy Pruszcz Gdański | –     | 4108 (60,38%)  |
| 2014   | 5033 (68,77%)    | KWW Wspólna Gmina Pruszcz Gdański | Wójt gminy Pruszcz Gdański | –     |                |
| 2018   | 6999 (59,27%)    | KWW Wspólna Gmina Pruszcz Gdański | Wójt gminy Pruszcz Gdański | –     |                |
| 2023   |                  | Koalicja Obywatelska              | Sejm X kadencji            | nr 25 | 12 773 (2,07%) |

## Odznaczenia i wyróżnienia
W 2010 została odznaczona Srebrnym Krzyżem Zasługi. W 2020 wyróżniona „Perłą Samorządu”, przyznawaną przez redakcję „Dziennika Gazety Prawnej”.

## Życie prywatne
Córka Bolesława i Barbary. Zamieszkała w Straszynie. Mężatka, ma dwoje dzieci.